# Gowap (série animada)
Gowap é uma série de animação infantil franco-belga de 52 episódio de 13 minutos, criado a partir do personagem de Mythic e Midam, na França foi transmitido a partir de 16 de abril de 2001 no canal TF1. Em Portugal a série foi emitida pela RTP2.

## Enredo
Esta série apresenta as aventuras de Gowap, uma pequena criatura roxa com proximidades de dinossauros, com Geraldine e seus amigos.

## Episódios
1. O Gowap para o casamento
2. O cadete do espaço
3. Gowap descendo com alguma coisa
4. Operação Fido
5. O Gowap fez sua publicação
6. O Gowap assegura
7. Secessão
8. O Gowap e o tamanho da rota
9. Este não é o pé!
10. O Gowap fica verde
11. Não toque em minha cereja
12. O show tem que continuar
13. A proibição de Gowap
14. Adeus Gowap
15. O Pacto dos Gowaps
16. Vote em mim
17. Um Gowap de boa companhia
18. Quem eu sou?
19. O mestre Gowap
20. O ciclismo
21. O terno não faz o homem
22. Gowap um dia, Gowap sempre
23. O novato Gowap
24. O estilo de Gowap
25. A atuação do Pai Natal
26. Gowap maníaco
27. Animalias Gowapitas
28. Hypno-wap
29. A temporada dos Gowaps
30. O Bebê Gowap
31. A festa de amigos
32. A segurança de Gowap
33. A Caça ao Tesouro
34. A noite não dorme
35. Gowap inflável
36. Caça à caça
37. A veia de Gowap
38. O voto de Gowap
39. Como grande
40. A promessa de Gowap
41. Gowap casamenteiro
42. O Ás do volante
43. Quem rouba um Gowap, gowap um boi
44. Um Gowap em ouro
45. O gelo de Gowap
46. Nós somos os campeões!
47. A febre de Gowap
48. O Gowap animado
49. A Guerra dos Gowaps
50. Operação fantasma
51. Robinson Gowapé
52. Se eu encontrar...

## Dobragem Portuguesa
- Tradução: Ana Seoane, Maria João Carvalho
- Direcção de dobragem: Luís Lavajo
- Interpretação: Barbara Lourenço, Mário Bomba, Paula Pais, Rita Brito, Sandra de Castro
- Produção: Paula Lopes
- RTP Produção executada por: Estúdios Santa Claus[1]